# Karan Ramsundersingh
Karan Ramsundersingh (21 juli 1938 - Paramaribo, 23 januari 2018) was een Surinaams politicus. Hij was van 1991 tot 1996 lid van De Nationale Assemblée voor de HPP. Van 1998 tot 1999 was hij minister van Onderwijs, Sport en Cultuur.

## Biografie

### Opleiding en start carrière
Ramsundersingh studeerde af als doctorandus en werkte begin jaren 1970 als docent sociologie en pedagogiek.

### Politiek
Ten tijde van de verkiezingen van 1973 was hij lijsttrekker van de Hindostaanse Progressieve Partij (HPP). Anderhalve week na de verkiezingen bezocht hij het district Nickerie, om daar les te geven aan cursisten voor de hoofdakte. Bij zijn aankomst op het Fernandes-vliegveld, hield een menigte van zo'n 150 aanhangers van de Verenigde Hindostaanse Partij (VHP) een uitgeleideceremonie voor hun kandidaten Lachmiepersad Mungra en Bhagwansingh Laigsingh die waren verkozen voor een zetel in de Staten van Suriname. Bij het zien van Ramsundersingh werd hij vanuit de menigte en de luidsprekers verweten Hindoestanen van zijn eigen ras te hebben verkocht aan de Creolen. Politiemannen konden voorkomen dat hij fysiek zou worden belaagd.
Tot circa 1994/1995 werkte de HPP samen in de partijalliantie Democratisch Alternatief '91 (DA'91), met aan de leiding Ramsundersingh. Voor deze alliantie zat hij na de verkiezingen van 1991 in De Nationale Assemblée.
Vanaf 1996 nam de HPP deel aan het kabinet-Wijdenbosch II. Op 29 september 1998 viel het ontslag voor minister Kries Mahadewsing van Onderwijs, Sport en Cultuur vanwege een schietincident en volgde Ramsundersingh hem op. De HPP had het kabinet al eerder verlaten en Ramsundersingh nam zitting als lid van de Basispartij voor Vernieuwing en Democratie (BVD). Op 9 december 1999 viel het gehele kabinet. Ramsundersingh werd de chaos op zijn ministerie verweten en moest ook vertrekken. Een rompkabinet, met Rudolf Mangal voor Onderwijs, zat de rit uit tot de vervroegde verkiezingen van 2000.

### Pedagogische en maatschappelijke leven
Ramsundersingh had de directie over het Surinaams Pedagogisch Instituut (SPI) en kwam daar in maart 2007 terug als coördinator. Rond 2011 was hij voorzitter van de Hindoeïstische vereniging Arya Jagrat Mandal.
Hij werd op 24 november 2010 onderscheiden als Commandeur in de Ere-Orde van de Palm. Ramsundersingh overleed in januari 2018 in het Sint Vincentius Ziekenhuis. Hij is 79 jaar oud geworden.